# Tsutomu Shimomura
Pour les articles homonymes, voir Shimomura.
Tsutomu Shimomura, né le 23 octobre 1964 à Nagoya, est un physicien et expert en sécurité informatique américain, d'origine japonaise. Il est célèbre pour avoir, avec le journaliste John Markoff, aidé le FBI à arrêter le hacker Kevin Mitnick. Markoff et Shimomura ont plus tard raconté cette histoire dans le livre Cybertraque (Takedown), qui sera adapté au cinéma en 2000 dans un film homonyme.

## Biographie
Né au Japon, il est l'un des fils de Osamu Shimomura, lauréat du prix Nobel de chimie en 2008. Il a grandi à Princeton, New Jersey, et a fréquenté le Princeton High School.
À Caltech, il a étudié sous la direction du lauréat du prix Nobel Richard Feynman. Après Caltech, il a continué à travailler au Laboratoire national de Los Alamos, où il a poursuivi sa formation pratique en tant que membre de l'équipe de physiciens avec entre autres Brosl Hasslacher sur des sujets tels que le gaz sur réseau.
En 1989, il est devenu chercheur en physique numérique à l'Université de Californie à San Diego et chercheur principal au San Diego Supercomputer Center (en). Shimomura est également devenu un expert reconnu en sécurité informatique, travaillant pour la NSA (National Security Agency).
En 1992, il a témoigné devant le Congrès des États-Unis sur des problèmes concernant la vie privée et la sécurité des téléphones cellulaires. L'auteur Bruce Sterling décrit sa première rencontre avec Shimomura dans le documentaire Freedom Downtime (en).
« C'était au Congrès, et je témoignais devant un sous-comité. Il y avait ce type en sandales et une espèce de pantalon déchiré, et le reste d'entre nous était en cravate [...] présentant notre meilleur « oui, nous sommes devant le Congrès » et Shimomura était là, en tenue de surfer. »
Mais il est surtout connu pour les événements survenus en 1995, lorsqu'il a aidé à retrouver le pirate informatique Kevin Mitnick. Shimomura et le journaliste John Markoff ont écrit un livre, « Cybertraque » (« Takedown » en anglais), sur cette poursuite, livre qui a ensuite été adapté au cinéma dans le film du même nom, Cybertraque (« Track Down » en anglais). Shimomura y fait d'ailleurs une brève apparition. Kevin Mitnick écrit de son côté une autobiographie nommée « Ghost in the Wires: My Adventures as the World's Most Wanted Hacker », où il expose sa propre version des faits.
Cette même année, Shimomura a également reçu des farces téléphoniques qui ont popularisé l'expression « Mon kung-fu est plus fort que le vôtre », l'assimilant au piratage. 
À la fin des années 1990, Shimomura a travaillé pour Sun Microsystems.
Shimomura a été l'un des fondateurs de la société de semi-conducteurs sans usine Neofocal Systems et en a été le PDG et directeur technique jusqu'en 2016.